# Vadkaland
A Vadkaland (eredeti cím: The Wild) 2006-ban bemutatott amerikai 3D-s számítógépes animációs film, amelyet Steve ″Spaz″ Williams rendezett. Az animációs játékfilm producere Clint Goldman és Beau Flynn. A forgatókönyvet Ed Decter, John J. Strauss, Mark Gibson és Philip Halprin írta, a zenéjét Alan Silvestri szerezte. A mozifilm a Walt Disney Pictures és a C.O.R.E. Feature Animation gyártásában készült, a Buena Vista International forgalmazta.
Az Amerikai Egyesült Államokban 2006. április 14-én, Magyarországon 2006. április 13-án mutatták be a mozikban.

## Cselekmény
A film kezdetén Sámson, egy hím oroszlán a fiának, Ryannek a vadonban átélt kalandjairól mesél, amiben vérszomjas gnúk szerepelnek. Ryan megpróbálja utánozni apja ordítását, de csak gyenge nyávogásra futja tőle. Ekkor kiderül, hogy egy állatkertben vannak, konkrétan a New York-i állatkertben.
Az éjszaka során az állatok egyfajta jégkorongmérkőzést szerveznek, amin Sámson is részt vesz, Ryannek azonban nincs kedve menni.
Ryan éjszaka véletlenül egy „zöld doboz”-ba bújik, amitől apja korábban óva intette. A „doboz” ugyanis egy konténer, ami Afrika felé tart, onnan szállít állatokat az Egyesült Államokba. Sámson a fia után rohan, majd a galambok elmondják neki, hogy a „zöld doboz”-t a kikötőbe viszik (ahol a Szabadság-szobor található). Sámson és a többiek egy szemeteskocsi konténerébe bújva kijutnak az állatkertből, és a csatornán keresztül két amerikai aligátor segítségével megérkeznek a teherkikötőbe. Még az utcán kóbor kutyák erednek a nyomukba és mindenki meglepetésére Sámson nem száll szembe velük, még csak nem is üvölt.
A következő napon Sámson és barátai (a zsiráf, a koala és egy kígyó) egy kisebb hajóval indulnak a nagy hajó nyomába, ami Ryant is magával vitte. Útközben, a levegőből érkezik Benny, a mókus, aki leesett a szemeteskocsiról, de kanadai ludakon utazva megtalálta a hajójukat. Nemsokára megérkeznek Afrikába.
Felfedezik, hogy az állatokat azért viszik el innen, mert egy hatalmas tűzhányó éppen kitörni készül és hatalmas füstöt áraszt. Sámson észreveszi a fiát, de elveszti szem elől a dzsungelben. Sámson megpróbálja az ösztöneit használni, hogy megtalálja a fiát, de kiderül, hogy soha nem volt még a vadonban. A csoport többi tagja vissza akar menni a hajóhoz, de inkább mégis Sámson után mennek, hogy segíthessenek neki.
Keresés közben egyes sziklák, ágak, vagy fatörzsek szivárványszínben pompáznak Sámson előtt és sokszor egy nyilat formázva mutatják neki az utat. Sámson azt gondolja, hogy az ösztöne így működik.
Nigelt, a koalát vad gnúcsorda rabolja el és magukkal viszik a vulkán alatti barlangjukba, ahol kiderül, hogy az uralkodójuknak tekintik, mert egyszer a levegőből egy játék koalafigura esett le és ijesztett el három kis oroszlánt, amik egy gnút, Kazart akarták megtámadni. Kazar a gnúk vezetője, aki azt akarja, hogy ragadozóvá váljanak. Ehhez egy oroszlánt kell megenniük.
Bridget-et és Larryt szintén elfogják a gnúk.
Ryan egy fára menekül a gnúk elől, de azok megtámadják a fát, Ryan leesik. Sámson, aki szintén a fára mászott fel a fiával együtt, egy szakadékba esik. Előtte elmondta a fiának az igazat: ő sem a vadonban született, hanem egy cirkuszban, a történeteket csak kitalálta.
Sámson „ösztön”-éről kiderül, hogy kaméleonok csinálták az egészet, akik változtatni tudják a színüket, és segíteni akartak neki. A kaméleonok titkos ügynöknek nevezik magukat. A kaméleonok azt szeretnék, ha a gnúk újból normálisak legyenek.
Nigel mindent megpróbál, hogy Kazart és a többi gnút valahogyan lebeszélje róla, hogy megegyék a barátait. Megérkezik Sámson, a kaméleonok segítségével láthatatlannak álcázva, de a trükk nem sokáig tart. Kazar és Sámson összecsapnak. Kazar arra utasítja a többieket, hogy támadják meg az oroszlánt. Helyettese, Blag azonban azt mondja, hogy elegük van abból, hogy ragadozóvá akarjanak válni és otthagyják. Közben a barlang fala erősen remegni kezd, a vulkán kitörni készül. Sámson mindenkire ráüvölt, hogy meneküljenek ki.
A gnúk segítenek a hajót a vízre tolni és ők is visszaindulnak a többiekkel New Yorkba.

## Szereplők
| Szereplő              | Eredeti hang                         | Magyar hang                             | Leírás |
| --------------------- | ------------------------------------ | --------------------------------------- | --- |
| Sámson                | Kiefer Sutherland                    | Szabó Sipos Barnabás                    | A film főhőse. Egy hím oroszlán. Bár mindenki csodálja, a történet során kiderül, hogy cirkuszi oroszlánként született és kalandjait csak kitalálta. |
| Benny                 | James Belushi                        | R. Kárpáti Péter                        | Egy mókus, Sámson barátja, ő tudja egyedül Sámson titkát. Szerelmes a zsiráfba, Bridget-be, aki azonban látszólag nem törődik ezzel. |
| Kazar                 | William Shatner                      | Kristóf Tibor                           | A gnúk vezetője, aki ragadozó szeretne lenni. Őrültsége a többi gnút is magával ragadja. A film főgonosza. |
| Nigel                 | Eddie Izzard                         | Kerekes József                          | Egy koala, az ismertté vált az állatkertben árusított játék koalák után, amit róla mintáztak. Ő azonban szeretne vadnak látszani. |
| Bridget               | Janeane Garofalo                     | Urbán Andrea                            | Egy nőstény zsiráf, az egyetlen nő a csoportban. Szeretne erősnek és függetlennek látszani, de titokban tetszik neki Benny udvarlása. |
| Larry                 | Richard Kind                         | Csőre Gábor                             | Egy igen jószívű és segítőkész, ám nem túl okos zöld anakonda. |
| Ryan                  | Greg Cipes                           | Szűcs Balázs                            | Egy oroszlánkölyök, Sámson fia. Véletlenül egy konténerbe bújik, amit Afrikába szállítanak. |
| Blag                  | Patrick Warburton                    | Bognár Tamás                            | Kazar józanabbul gondolkodó helyettese, aki a végén szembefordul a vezetővel. |
| James                 | Chris Edgerly                        | Forgács Péter                           | A két titkos ügynök kaméleon. Sámsonnak segítenek, hogy megtalálja a fiát. Nevük utalás James Bond-ra. |
| Bob                   | Bob Joles                            | Kautzky Armand                          | A két titkos ügynök kaméleon. Sámsonnak segítenek, hogy megtalálja a fiát. Nevük utalás James Bond-ra. |
| Porondmester          | Bob Joles                            | Bolla Róbert                            | A cirkusz igazgatója, Sámson gyerekkorából. |
| Stan                  | Lenny Venito                         | Barabás Kiss Zoltán                     | A két amerikai aligátor, akik a New York-i csatornában élnek, és segítenek a csapatnak eljutni a kikötőig. |
| Carmine               | Joseph Siravo                        | Seszták Szabolcs                        | A két amerikai aligátor, akik a New York-i csatornában élnek, és segítenek a csapatnak eljutni a kikötőig. |
| Scraw                 | Eddie Gossling                       | Láng Balázs                             | A két keselyű, akik észreveszik Ryant a dzsungelben, és megviszik a hírt Kazarnak. |
| Scab                  | Jonathan Kimmel                      | Csík Csaba Krisztián                    | A két keselyű, akik észreveszik Ryant a dzsungelben, és megviszik a hírt Kazarnak. |
| Hamír                 | Christian Argueta David Cowgill      | Forgács Gábor                           | Egy galamb az állatkert ajándékboltjában. |
| Eze                   | Miles Marsico                        | Baráth István                           | Egy vízipaci és egy vörös kenguru kölyök, Ryan barátai. Ryan eltűnése előtt rábeszélik, hogy riasszák fel a dámgazella csordát, Sámson azonban a fiára haragszik meg, bár ő igyekezett lebeszélni a barátait az akcióról.                                             |
| Duke                  | Jack De Sena                         | Előd Álmos                              | Egy vízipaci és egy vörös kenguru kölyök, Ryan barátai. Ryan eltűnése előtt rábeszélik, hogy riasszák fel a dámgazella csordát, Sámson azonban a fiára haragszik meg, bár ő igyekezett lebeszélni a barátait az akcióról.                                             |
| MC pingvin            | Don Cherry                           | Orosz István                            | A pingvin kommentátor az állatkertben a jégkorongmeccsben. |
| Colin                 | Colin Cunningham                     | Bódy Gergely                            | Egy szirtiborz, akit Sámson a téves „ösztön”-ét követve jut el hozzá, és gyanússá válik, mert nem akarja megenni. |
| Fergus                | Colin Hay                            | Kapácsy Miklós                          | Az egyik flamingó, aki durván viselkedik Nigellel az állatkertben. A mérkőzés alatt halfejeket árul. |
| Sámson apja           | Kevin Michael Richardson             | Vass Gábor                              | Az erőszakos oroszlán, aki megtagadta a fiát, amikor az nem tudott rendesen üvölteni. |
| Fiatal Sámson         | Dominic Scott Kay                    | Czető Ádám                              | Sámson gyerekkori énje. |
| Víziló mama           | Clinton Leupp                        | Náray Erika                             | Ryan a kicsivel találkozik, aki Eze-re, a barátjára emlékezteti (aki szintén víziló). A kicsi anyja azonban agresszívan védelmezi a kicsinyét és saját magát a levegőbe dobálva igyekszik agyoncsapni a kis oroszlánt, aki félelmében mélyebbre menekül a dzsungelbe. |
| Gyermek víziló        | Alexandra Gold Jourden Kari Wahlgren | Kántor Kitty                            | Ryan a kicsivel találkozik, aki Eze-re, a barátjára emlékezteti (aki szintén víziló). A kicsi anyja azonban agresszívan védelmezi a kicsinyét és saját magát a levegőbe dobálva igyekszik agyoncsapni a kis oroszlánt, aki félelmében mélyebbre menekül a dzsungelbe. |
| Trágyabogarak         | Nika Futterman Julianne Buescher     | Keönch Anna Ősi Ildikó                  | Trágyabogarak, akik Benny-t trágyagolyónak nézik és görgetni kezdik. (kinézetük a többi állattal szemben meglehetősen eltér a valódi trágyabogarak kinézetétől). Az eredetiben holland, a magyar szinkronban németes kiejtésük van.                                   |
| majmok                | N/A                                  | Dögei Éva Talmács Márta Tamási Nikolett | A szemtelen kismajomlányok, akik Nigellel viccelődnek és egy játék koalával. |
| Pingvin csapattag #1  | N/A                                  | Kassai Károly                           | A pingvinek egyik csapat tagja az állatkertben a jégkorongmeccsben. |
| Vándorlúd #1          | N/A                                  | Kárpáti Levente                         | Az egyik kanadai lúd a többi közül, aki a csapatával Benny-t és Sámsonékat a hajóig viszik, majd mutatják nekik az utat Afrikáig. |
| Galena                | –                                    | –                                       | Sámson felesége, Ryan anyja. Aggódik, hogy Sámson és Ryan veszélyben vannak, ezért Bennyre támaszkodik, hogy megtalálja őket. Jelenetét törölték a filmből. |
| Rinocérosz            | –                                    | –                                       | Az egyik orrszarvú, aki az állatkertben egy felfelé mutató hüvelykujjat formázó tenyeret visel az orrán, Sámsonnak szurkol. |
| Donald                | –                                    | –                                       | Egy teknős, akit az állatkertben a jégkorongozáshoz használnak. |
| Galambok              | –                                    | –                                       | Galamblányok, akik Sámsont irányítják a New York-i kikötőbe, amikor Ryan eltűnik. |
| Kóbor kutyák          | –                                    | –                                       | A három veszett kutya, akik a csoportra támadnak New Yorkban. Egy rottweiler, egy boxer és egy uszkár. |
| Afrikai erdei elefánt | –                                    | –                                       | Amikor Ryan kiszabadul a konténerből, egy elefánt, aki halad vele szemben, aki majdnem eltapossa. |

## Fogadtatás
A Vadkaland nagyon negatív kritikákat kapott. A filmkritikusok véleményét összegző Rotten Tomatoes 19%-ra értékelte 111 vélemény alapján.
A Box Office Mojo szerint a film a nyitó hétvégéjén 9,5 millió dolláros bevételt ért el, ez azon a héten a 4. helyet jelentette.
A Vadkaland a DVD-eladások listáján kétszer is az első helyre került az Egyesült Államokban az Entertainment Weekly szerint. (először 2006. október 6–12. között, majd október 13–19. között).

### Hasonlóságok aMadagaszkárcímű filmmel
A kritikusok szóvá tették, hogy a film erősen emlékeztet a Madagaszkár című 2005-ös animációs filmre: New York-i állatkert, hasonló szereplők (pl. oroszlán, zsiráf), valamint a történet maga, amiben állatkerti állatok visszakerülnek a vadonba.[forrás?]